# Финляндский центр
«Финля́ндский центр» (фин. Suomen Keskusta, швед. Centern i Finland); с 1965 по 1988 — Па́ртия Це́нтра (фин. Keskustapuolue), также «Центр» (фин. Keskusta) — финская аграрно-либеральная политическая партия.
Партия победила на парламентских выборах 2015 года, получив в эдускунте (финском парламенте) 49 мест, и с 29 мая 2015 года по 6 июня 2019 года председатель партии, Юха Сипиля, являлся премьер-министром Финляндии и возглавлял сформированное им правительство. Однако на парламентских выборах 2019 года партия заняла лишь четвёртое место.

## История

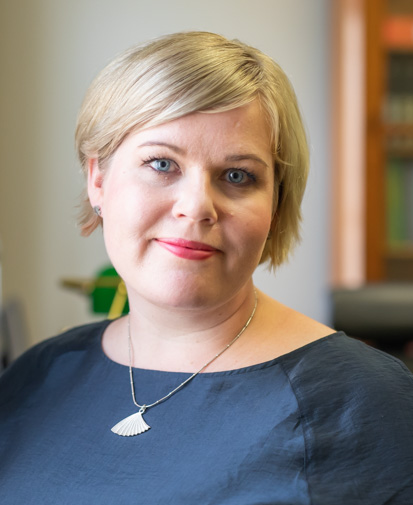
Анника Саарикко, председатель партии «Финляндский центр» в 2020—2024 гг.

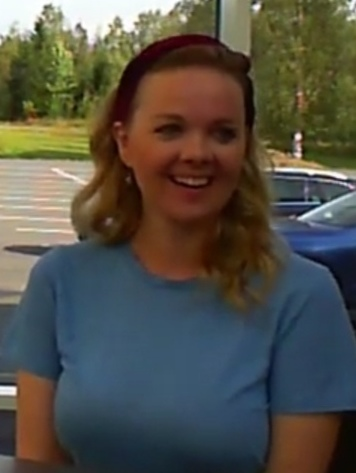
Катри Кулмуни, председатель партии «Финляндский центр» в 2019—2020 гг.

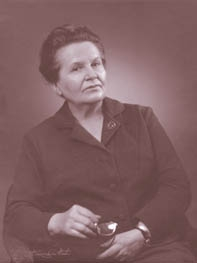
Кертту Сааласти, заместитель председателя «Партии центра» в 1966—1970 гг.

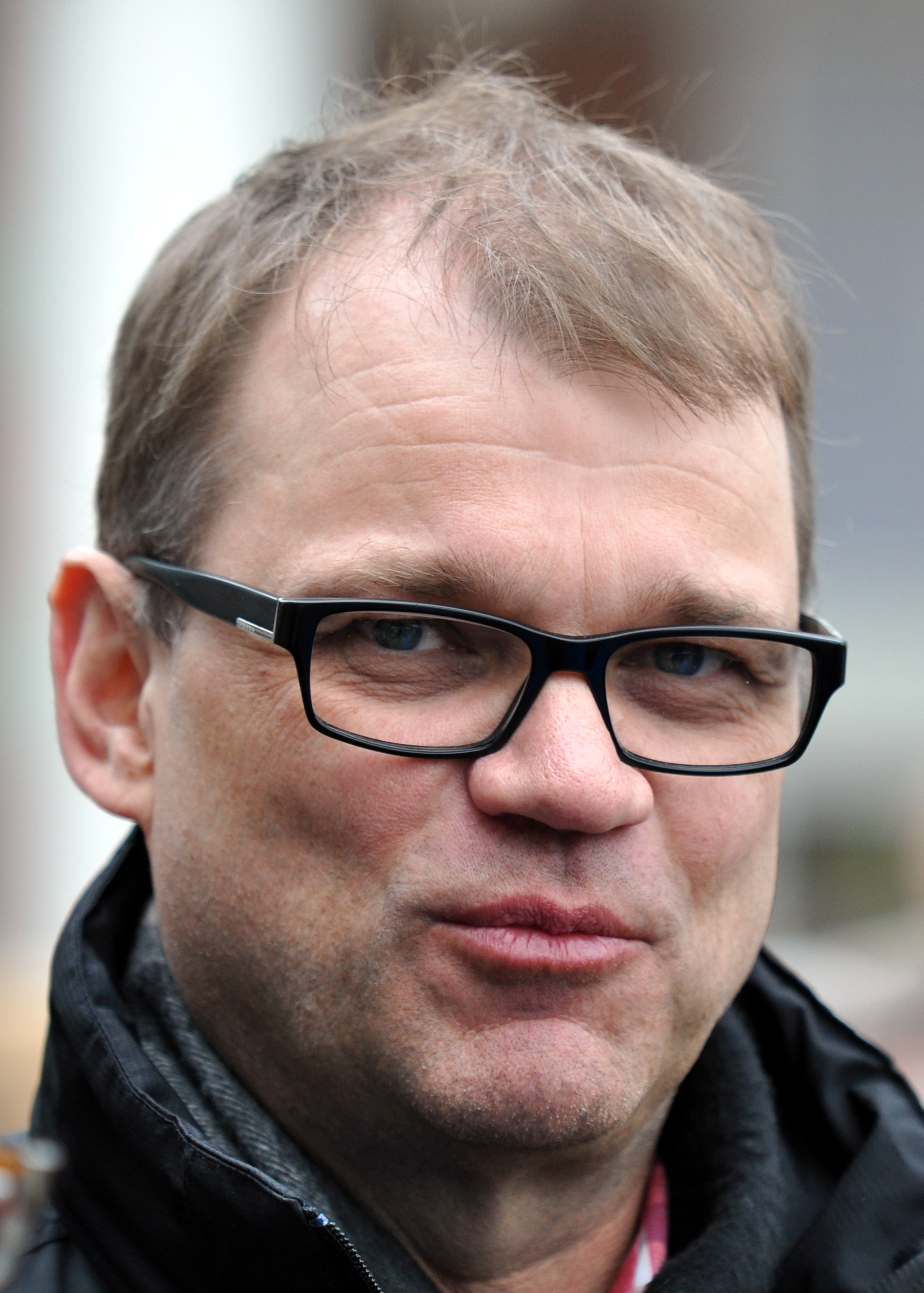
Юха Сипиля, председатель партии в 2012—2019 годах

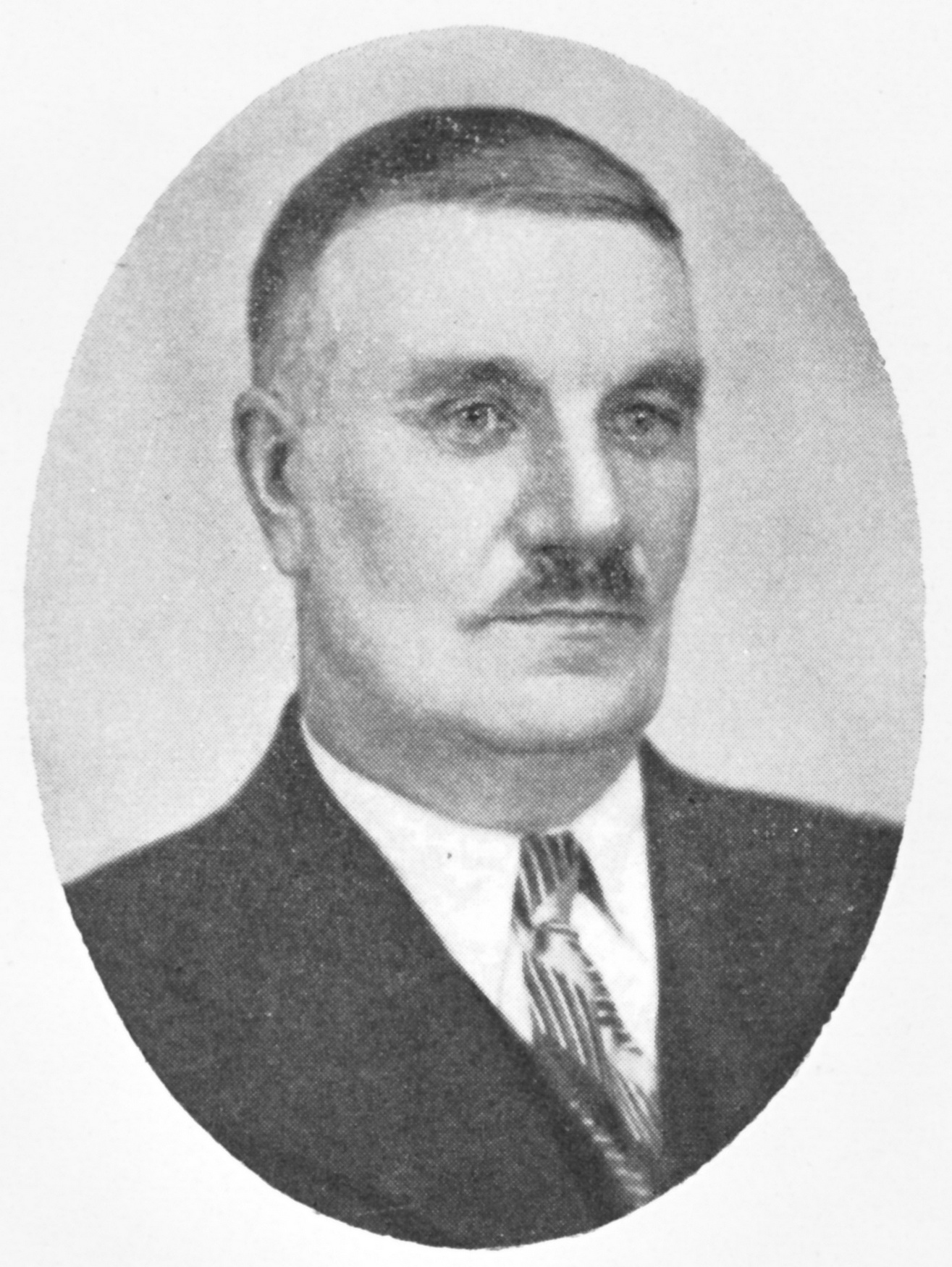
Отто Кархи, первый председатель партии (1906—1909)

В начале истории партии было несколько идейных течений. Партия ведёт историю с 1906 года, когда в губернии Оулу был основан «Союз финляндских крестьян» (Suomen Maalaisväestön Liitto), возглавил который крупный землевладелец и представитель в крестьянской курии сословного сейма с 1904 года Кюёсти Каллио. В то же время в волости Лайхиа был основан Аграрный союз младофиннов Южной Эстерботнии (Etelä-Pohjanmaan Nuorsuomalainen Maalaisliitto), который возглавил Сантери Алкио.
В 1908 году эти две организации объединились в партию, которая получила название «Аграрный союз» (Maalaisliitto). Идеологическим отцом партии считается младофинн Сантери Алкио. С самого начала партия была народным движением за интересы малоимущего большинства. Партия поддерживала идею создания независимой Финляндии с финским языком, была идеологически близка к фенноманам и младофиннам.
На парламентских выборах 1907—1917 годов в сейм Великого княжества Финляндского партия получала от 9 до 26 мест. В конце 1917 года Финляндия провозгласила независимость, в начале 1918 года по стране прокатилась гражданская война и затем была установлена республика, и только в марте 1919 года состоялись новые выборы в парламент. На них партия набрала уже 19,70 % голосов и получила 42 места.
В 1965 году название сменилось на «Партия Центра» (Keskustapuolue). Иногда это название сокращали до kepu.
В 1988 году было взято нынешнее название партии — «Финляндский центр».
На протяжении почти всего периода независимости страны партия центра входила в состав правительства. Однако после поражения на парламентских выборах 1995 года перешла в оппозицию. Опирается преимущественно на сельское население, мелкие и средние предпринимательские круги в городах. Входит в Либеральный интернационал. На выборах 1995 года партия получила в парламенте 19,9 % (45) мест. В 2003 году получила 22,5 % (48) и вернулась во власть.
После выборов 2007 года имела в парламенте 51 представителя (первое место), после выборов 2011 года — 35 (четвёртое место).
С 2011 года принято решение о внутрипартийном консультативном голосовании по вопросу избрания председателя партии. В марте 2012 года нынешняя глава партии Мари Кивиниеми заявила, что не будет выставлять свою кандидатуру на переизбрание, в связи с чем за пост председателя партии боролись почётный председатель партии Пааво Вяюрюнен, долговременный видный центрист Маури Пеккаринен, депутаты Парламента — Юха Сипиля и Туомо Пуумала. Председателем партии был избран Юха Сипиля.
В апреле 2013 года Финляндский центр вышел, согласно проведённому опросу общественного мнения, на первое место по популярности, обойдя правящую Коалиционную партию. В июле 2013 года по результатам опроса YLE, рейтинг партии составил 22,8 %, в связи с чем лидеры партии заявили о начале активной подготовки к парламентским выборам 2015 года. Партия стала победителем этих выборов, получив в эдускунте (финском парламенте) 49 мест; 29 мая 2015 года председатель партии, Юха Сипиля, стал премьер-министром Финляндии.
В июне 2016 год Финляндский центр стал первой партией, официально выдвинувшей своего кандидата для участия в президентских выборах 2018 года — им стал бывший премьер-министр Матти Ванханен.
В сентябре 2019 года на внеочередном партийном съезде в Коувола новым председателем партии была избрана Катри Кулмуни, министр экономического развития в кабинете Ринне (до июня 2019 года — председатель Общества «Финляндия—Россия»). За неё было отдано 1092 голоса, за второго кандидата на этот пост, Антти Кайкконена, министра обороны в кабинете Ринне, — 829 голосов.
5 сентября 2020 года на партийном съезде в Оулу новым председателем партии была избрана Анника Саарикко, министр науки и культуры в кабинете Санны Марин. За неё было отдано 1157 голосов, за Катри Кулмуни — 773 голосов.
15 июня 2024 года на партийном съезде новым председателем избран Антти Кайкконен.

### Председатели
| Председатель        | В должности  | Годы жизни |
| ------------------- | ------------ | ---------- |
| Отто Кархи          | 1906—1909    | 1876—1966  |
| Кюёсти Каллио       | 1909—1917    | 1873—1940  |
| Филип Сааласти      | 1917—1918†   | 1866—1918  |
| Сантери Алкио       | 1918—1919    | 1862—1930  |
| Пекка Хейккинен     | 1919—1940    | 1883—1959  |
| Вильями Каллиокоски | 1940—1946    | 1894—1978  |
| Виено Сукселайнен   | 1946—1964    | 1906—1995  |
| Йоханнес Виролайнен | 1964—1980    | 1914—2000  |
| Пааво Вяюрюнен      | 1980—1990    | род. 1946  |
| Эско Ахо            | 1990—2002    | род. 1954  |
| Аннели Яаттеэнмяки  | 2002—2003    | род. 1955  |
| Матти Ванханен      | 2003—2010    | род. 1955  |
| Мари Кивиниеми      | 2010—2012    | род. 1968  |
| Юха Сипиля          | 2012—2019    | род. 1961  |
| Катри Кулмуни       | 2019—2020    | род. 1987  |
| Анника Саарикко     | 2020—2024    | род. 1983  |
| Антти Кайкконен     | 2024 — н. в. | род. 1974  |

## Организационная структура
Финляндский центр состоит из районов, районы из местных союзов. Высший орган — конференция (фин. puoluekokous, шв. partistämma), между  конференциями — правление (фин. puoluehallitus, шв. partistyrelse), исполнительные органы — бюро правления (puoluehallituksen työvaliokunta) и секретариат (puoluetoimisto), должностные лица — сопредседатели (puheenjohtajat) и партийные секретари (puoluesihteerit).
Районы
Районы соответствуют избирательным округам. Высший орган района — районная конференция (piirin vuosikokouksen), между районными конференциями — районное правление (piirihallitus), исполнительный органы района — районные секретариаты (piiritoimisto).
Местные союзы
Местные союзы соответствуют городам и коммунам. Высший орган местного союза — общее собрание местного союза (paikallisyhdistyksen vuosikokous), между общими собраниями местного союза — руководство местного союза (paikallisyhdistyksen johtokunta).